# Lido Vieri
Lido Vieri (ur. 16 lipca 1939 w Piombino) – były włoski piłkarz występujący na pozycji bramkarza.
Karierę piłkarską rozpoczynał w Torino FC (1958–1969), następnie był zawodnikiem Interu Mediolan (1969–1976) i A.C. Pistoiese (1976–1978). Grał w Mistrzostwach Europy w 1968 i Mistrzostwach Świata w 1970.